# Язовка (Ханты-Мансийский автономный округ)
Язовка — упразднённая в 2009 году деревня в Октябрьском районе Ханты-Мансийского автономного округа — Югры России. Входила в состав сельского поселения Шеркалы.

## Климат
Климат резко континентальный, зима суровая, с сильными ветрами и метелями, продолжающаяся семь месяцев. Лето относительно тёплое, но быстротечное.

## История
Упразднена согласно Закону ХМАО — Югры от 17 декабря 2009 года № 229-оз.

## Население
| 1989 | 2002 |
| ---- | ---- |
| 80   | ↘37  |